# Juantxo Elía Vallejo
Juantxo Elía Vallejo (* 24. Januar 1979 in Pamplona), kurz Elía, ist ein ehemaliger spanischer Fußballspieler.

## Karriere
Der aus Pamplona stammende Elía fand über die zweite Mannschaft von Osasuna, mit der er in der Segunda División B spielte, in den Profifußball. Während der Saison 2002/2003 wurde er als Stammtorhüter an den galicischen Segunda-División-B–Club CD Ourense ausgeliehen.
Dort konnte er überzeugen und wurde nach dem einjährigen Gastspiel in Galicien in die erste Mannschaft von Osasuna berufen. Dort kam er in fünf Jahren nur auf 37 Liga-Einsätze, da er nie an Stammtorhüter Ricardo López Felipe, Ex-Keeper von Manchester United, vorbeikam.
Im Sommer 2008 unterschrieb er einen Vertrag beim Erstliga-Absteiger Real Murcia. Dort war in der Saison 2008/09 zunächst Stammtorwart. In der darauffolgenden Spielzeit lieferte er sich ein Duell mit Alberto Cifuentes um den Platz im Tor. Am Saisonende stieg Murcia ab und Elía beendete seine Laufbahn.